# Немеже
Немеже (пол. Niemierze, нім. Nehmer) — село в Польщі, у гміні Семишль Колобжезького повіту Західнопоморського воєводства.
Населення — 146 осіб (2011).

## Демографія
Демографічна структура станом на 31 березня 2011 року:
|          | Загалом | Допрацездатний вік | Працездатний вік | Постпрацездатний вік |
| -------- | ------- | ------------------ | ---------------- | -------------------- |
| Чоловіки | 74      | 14                 | 55               | 5                    |
| Жінки    | 72      | 14                 | 43               | 15                   |
| Разом    | 146     | 28                 | 98               | 20                   |